# 麻矢えみり
麻矢 えみり（まや えみり、1976年8月14日-）は、沖縄県出身のストリッパー。
小学生の頃から神奈川県横浜市で育つ。
1996年11月21日に所属先の黄金劇場にてデビュー。身長168cm。
以前は、「麻矢絵美里」の芸名でも活動していた。